# 戈西
戈西（Ghosi），是印度北方邦Mau县的一个城镇。总人口35833（2001年）。

## 人口
该地2001年总人口35833人，其中男性18597人，女性17236人；0—6岁人口6653人，其中男3460人，女3193人；识字率63.39%，其中男性为70.98%，女性为55.19%。